# Chalcis phoenicapoda
Chalcis phoenicapoda är en stekelart som beskrevs av Burks 1940. Chalcis phoenicapoda ingår i släktet Chalcis och familjen bredlårsteklar. Inga underarter finns listade i Catalogue of Life.